# Sindumartani
Sindumartani is een bestuurslaag in het regentschap Sleman van de provincie Jogjakarta, Indonesië. Sindumartani telt 7024 inwoners (volkstelling 2010).